# Hedysarum branthii
Hedysarum branthii är en ärtväxtart som beskrevs av Ernst Rudolf von Trautvetter och Carl Anton von Meyer. Hedysarum branthii ingår i släktet buskväpplingar, och familjen ärtväxter. Inga underarter finns listade i Catalogue of Life.